# Бернхард Грегорі
Бернхард Грегорі (ест. Bernhard Gregory; 10 квітня 1879, Ревель — 2 лютого 1939, Берлін) — естонський шахіст, один із найсильніших у Прибалтиці на початку XX століття. На 3-му прибалтійському турнірі (Ревель, 1904) поділив 1-2-ге місця. Учасник Всеросійського турніру аматорів (1909) — 3-тє місце (позаду Олександра Алехіна і Герша Ротлеві). Переможець побічного турніру шахового конгресу в Бреслау (1912). Від 1917 року проживав у Берліні, де до 1927 року брав участь у різноманітних змаганнях.

## Життєпис
Бернхард Грегорі народився 22 квітня (10 квітня за старим стилем) у місті Ревель (теперішній Таллінн), Естляндська губернія (Російська імперія), в родині адвоката Фердинанда Оскара Грегорі (1843, Kolu Manor, Heinrichshof, тепер село Vaiatu) і Александрини Еммі Грегорі (1854, Вяндра). Навчався в кафедральній школі міста Ревеля від 1885 до 1893 року.
1898 року, через два роки після смерті свого батька, Бернхард вступив до Мюнхенського університету, де вивчав хімію і технічні науки, потім продовжив навчання в Берлінському університеті. Ще в студентські роки, коли йому було 23, одружився з 18-річною Ідою Гемпель (нім. Ida Hempel) з Лейпцига. Шлюбна церемонія відбулась 2 вересня 1902 року в Лондоні. Від 1904 року молодята проживали в Берлині. 1903 року в них народилася перша донька Ізелін (нім. Iselin), 1905-го друга — (нім. Maud Dolly). 1914 року подружжя розлучилося і Іда з доньками повернулася до своїх батьків у Лейпциг, а Бернхард залишився в Берліні.
У 1931 році Бернхард офіційно розлучився зі своєю дружиною і того ж року одружився з Гелен Вальслебен (нім. Helene Walsleben). Дітей вони не мали. 1932 року, після кількох спроб, він отримав німецьке громадянство, тож його доньки також стали підданими Німеччини.

## Турнірні результати
1902 року поділив 16–19-те місця в Ганновері (13-й конгрес Німецького шахового союзу (НШС), побічний турнір, переміг Вальтер Йон). У 1903-04 роках поділив 9–10-те місця в Берліні (переміг Гораціо Каро). 1904 року поділив 1-ше місце в Ревелі, а також поділив 7–8-ме місця в Кобургу (14-й конгрес НШС, побічний турнір, перемогли Августін Нойманн і Мілан Відмар). 1905 року посів 6-те місце в Бармені (турнір D, переміг Георг Шоріс), а також поділив 14–15-те місця в Берліні (переміг Еріх Кон). У 1906 році посів 5-те місце в Нюрнбергу (15-й конгрес НШС, побічний турнір, переміг Фрідріх Кенлейн). 1907 року поділив 6–7-ме місця в Берліні (переміг Франтішек Трейбал). У 1908 році посів 2-ге місце позаду Вільгельма Кона в Берліні. У грудні 1908 року програв матч Френку Маршаллу (1 : 4) у Берліні.
1909 року посів 3-тє місце в Санкт-Петербурзі (Всеросійський турнір аматорів, переміг Олександр Алехін).
У 1910 році поділив 14–15-те місця в Гамбургу (17-й конгрес НШС, побічний турнір, переміг Герш Ротлеві), а також посів 5-те місце в Берліні (переміг Ріхард Тайхманн). 1912 переміг у Бреслау (Вроцлав) (18-й конгрес НШС, побічний турнір).
У 1913/14 роках поділив 17–18-те місця в Санкт-Петербурзі (Всеросійський турнір майстрів, перемогли Олександр Алехін і Арон Німцович). 1917 року посів 9-те місце в Берліні (перемогли Пауль Йонер і Вальтер Йон).
Після Першої світової війни, 1919 року посів 3-тє місце в Берліні (трикутник, переміг Вальтер Йон). У 1920 році поділив 6–7-ме місця в Берліні (переміг Олексій Селезньов).
1921 року посів 12-те місце в Гамбургу (21-й конгрес НШС, побічний турнір, переміг Ерхардт Пост). У 1927 році посів 13-те місце в Берліні, переміг (Бертольд Кох).
Взяв участь у таких командних матчах: Берлін — Відень (1911), Берлін — Прага (1913) та Берлін — Нідерланди (по телеграфу, 1920).